# گمش‌آباد
گمش‌آباد ، روستایی از توابع بخش زنجانرود شهرستان زنجان در استان زنجان ایران است.

## جمعیت
این روستا در دهستان زنجان‌رود پایین قرار دارد و براساس سرشماری مرکز آمار ایران در سال ۱۳۹۰، جمعیت آن ۱۴۵۰ نفر (۳۴۵خانوار) بوده‌است.